# Усатый, Ренато Георгиевич
Ренато Георгиевич Усатый (рум. Renato Usatîi; род. 4 ноября 1978, Фалешты, Молдавская ССР) — молдавский бизнесмен, филантроп, общественный и политический деятель. Председатель партии «Наша Партия», с 2015 по февраль 2018 года и с 1 ноября 2019 по 2 сентября 2021 года примар города Бельцы. Кандидат на пост президента Республики Молдова на выборах 2020 года и выборах 2024 года.

## Биография
Родился в семье учителей. Окончил факультет иностранных языков Бельцкого государственного университета им. Алеку Руссо. В 1999 году работал на общественных началах на Балтийском международном форуме, где познакомился с российскими политиками и предпринимателями.
В 2000—2001 — супервайзер Международного аэропорта Кишинёва, затем в 2002—2004 г. ведущий инженер комбината питания Молдавской железной дороги . С 2005 г. занимается бизнесом в России, президент компании ВПТ-НН (Нижний Новгород).
В 2013—2014 — старший вице-президент Союза строителей железных дорог (Москва).
В 2023 году Ренато Усатый обратился к Путину с просьбой лишить его российского гражданства. Усатый владеет в России несколькими объектами недвижимости.

## Семья
Бывшая жена — Каролина Тампиза, предприниматель (дочь Константина Тампизы, бывшего вице-премьер-министра, министра экономики и министра финансов), в браке с которой родились две дочери: Валерия и Александра.

## Политическая деятельность
В 2012 году вернулся на родину, начал заниматься благотворительностью и помощью местному населению. Политикой он занялся в 2014 году.
13 апреля 2014 года был избран главой Народно-республиканской партии (НРП), которая на том же съезде переименовалась в «Нашу Партию» («Partidul Nostru»). Однако в июне 2014 года Минюст Республики Молдова отказался регистрировать партию из-за непроведения партией в первые два месяца конгресса. В августе 2014 года Усатый создал новую партию, назвав её «ПАРУС» (ПАртия Ренато УСатого), с которой решил участвовать на Парламентских выборах 2014 года в Республике Молдова, однако 15 сентября Министерство юстиции Молдовы отказалось регистрировать партию из-за подозрений в том, что были сфальсифицированы 30 % подписей членов партий, а Министерство внутренних дел Молдовы начало расследование. 30 сентября Ренато Усатый принял решение участвовать на выборах по списку партии «Patria», возглавляемой экс-послом Республики Молдова в Румынии и экс-главой Аппарата Президента Петра Лучинского Эмилианом Чобу.
В ходе предвыборной кампании Усатый использовал лозунги «Сила в правде» и «Молдова без коррупции», также выступая за неприсоединение Республики Молдова ни к Европейскому, ни к Таможенному союзам. За три дня до выборов 28 ноября партия была снята с выборов за предполагаемое обвинение в «незаконном использовании внешнего финансирования». Сам Усатый предполагал эти действия, еще 21 ноября заявив о готовящихся против него и его партии провокациях. Партия «Patria», список которой возглавлял Ренато Усатый, по социологическим опросам преодолевала избирательный порог.
Адвокаты Ренато Усатого обращались в судебные инстанции, чтобы официально подтвердить незаконное снятие партии с выборов. Спустя семь лет Высшая судебная палата Молдовы (ВСП) удовлетворила апелляцию адвокатов Ренато Усатого — исключение партии из предвыборной гонки признали незаконным. Соответствующее решение ВСП приняла 7 апреля 2021 года. Высшая судебная палата отменила собственное решение, вынесенное ранее. В новом вердикте ВСП указано, что требование Центральной избирательной комиссии (ЦИК) аннулировать регистрацию политической партии «Patria» накануне парламентских выборов в 2014 году было незаконным, оно было безосновательным и нарушало права граждан на свободные выборы.
Адвокаты Ренато Усатого также обратились в Европейский суд по правам человека, в результате чего 4 августа 2020 года ЕСПЧ признал Молдову виновной в том, что партию Patria исключили из предвыборной гонки. В частности, судьи ЕСПЧ отметили, что для исключения партии из гонки предоставили недостаточно улик, а представителям партии не дали достаточно времени на подготовку аргументов в свою защиту. ЕСПЧ решил, что Республика Молдова должна выплатить партии €7,5 тыс., чтобы компенсировать моральный ущерб и €8 тыс. материального ущерба.
После снятия с выборов в 2014 году Ренато Усатый сообщил в социальных сетях, что в связи с возможным его арестом ему необходимо покинуть страну. 8 февраля 2015 года был организован съезд Народно-республиканской партии, и Ренато Усатый снова был избран главой партии. После этого Народно-республиканская партия Молдовы снова была переименована в «Partidul Nostru — Наша Партия». На сей раз партию зарегистрировали.
На местных выборах 14 июня 2015 года (второй тур — 28 июня 2015 года) возглавляемая Усатым «Наша Партия» одержала победу, заняв первое место по числу выигранных городов. Кандидаты «Нашей Партии» победили в 12 городах. Ренато Усатый с первого тура (74 % голосов) был избран мэром второго по величине в стране города Бельцы. По состоянию на 2017 год представители «Нашей Партии» контролируют все крупные города севера Молдовы, а также все города Гагаузской автономии на юге, включая столицу автономии, г. Комрат.
14 марта 2017 года в Государственной Думе Российской Федерации Усатый и Владимир Жириновский подписали Соглашение о сотрудничестве между «Нашей Партией» и Либерально-Демократической Партией России (ЛДПР). Делегация ЛДПР приняла участие в работе 5-го внеочередного съезда «Нашей Партии» 18 марта 2017 года.
29 декабря 2017 года Ренато Усатый обратился к муниципальным советникам Бельц от своей партии с предложением созвать чрезвычайную сессию муниципального совета с инициативой о проведении референдума о доверии ему как мэру Бельц. Об этом Усатый заявил в прямом эфире через соцсети в связи с, как он заявил, развязанной центральными властями пропагандистской кампанией «по спасению Бельц», после спровоцированного частной компанией «мусорного кризиса». Усатый отметил, что уйдёт в отставку даже если за нее выскажется всего 50 % + 1 избиратель, а не столько же избирателей, сколько высказались за его избрание, как это предусматривает Кодекс о выборах. Он подчеркнул, что сейчас должны решать именно бельчане, которые доверили ему руководить городом.
19 января 2018 года Муниципальный совет Бельц проголосовал за проведение референдума об отставке Ренато Усатого. Мунсовет Бельц принял решение о проведении референдума после четырехдневной голодовки, которую 15 января инициировали мунсоветники из-за того, что в Бельцах начата «настоящая война против фракции „Нашей партии“», так как Национальный антикорупционный центр завёл уголовные дела на некоторых членов «Нашей партии» и провёл обыски в домах некоторых мунсоветников. За проведение референдума в Бельцах проголосовал 21 муниципальный советник от НП. Мунсоветник от НП Николай Григоришин сообщил, что демократы «поработали ночью» и в результате два советника вышли из фракции НП. Плебисцит по решению совета должен был пройти 4 марта.
15 февраля 2018 года Ренато Усатый подал в отставку с поста примара Бельц, объявив о своём решении 13 февраля 2018 года. Это решение он принял, когда стало известно, что госканцелярия не допустит проведения референдума о доверии мэру города. В связи с тем, что происходит, как он заявил, «запугивание муниципальных советников от НП», он подал в отставку, чтобы в Бельцах были досрочные выборы 20 мая, когда ЦИК определила единый день голосования (на дополнительных местных выборах 20 мая 2018 года). Так как Усатый, как он сказал, в ближайшее время не сможет вернуться в Бельцы из-за уголовного дела, он назначил Николая Григоришина, вице-примара, исполняющим обязанности примара Бельц. Григоришин стал кандидатом в примары от «НП» на досрочных выборах 20 мая и выиграл выборы с первого тура, получив 61,74 %.
С 1 ноября 2019 года Ренато Усатый второй раз официально становится мэром Бельц выигрывая в первом туре с 61,93 % голосов.
В 2020 году Европейский суд по правам человека признал, что недопуск к выборам 2014 года партии «Патрия», Ренато Усатого и ряда других кандидатов той же партии нарушил статью 3 протокола № 1 к Европейской конвенции по правам человека.
На выборах президента страны в 2020 году политик набрал 16,9 % голосов избирателей, заняв третье место. По числу голосов молдавских соотечественников из России, Ренато Усатый обошёл действующего на тот момент президента Республики Молдова Игоря Додона, который ранее набирал максимальное число голосов от граждан, проживающих в России.
После того, как на протяжении всей предвыборной кампании он подвергался жестким нападкам со стороны кандидата от ПСРМ Игоря Додона, во втором туре президентских выборов Ренато Усатый призвал своих сторонников голосовать против Додона.
В преддверии инаугурации Санду Ренато Усатый принимал участие в акциях противников Игоря Додона, однако организаторы митинга не предоставили политику возможности обратиться к сторонникам.

16 декабря 2020 года Парламент Республики Молдова принял закон «О функционировании языков на территории Молдовы», наделявший русский язык статусом языка межнационального общения. Однако, 21 января 2021 года Конституционный суд Республики Молдова аннулировал законопроект, признав его неконституционным. Усатый прокомментировал решение КС на своей странице в Facebook, отметив, что проблему русского языка нужно решать, но делать это спокойно и без провокаций: 
«Сначала одни под фальшивым предлогом „заботы“ о статусе русского языка за пять минут ночью принимают в парламенте закон, заранее зная, что его опротестуют в Конституционном суде и отменят. Реальная забота о русском языке им не нужна, это просто имитация такой „заботы“. Их истинная цель состояла как раз в том, чтобы спровоцировать своих оппонентов, дождаться отмены закона, а затем выступить в роли „защитников русского языка“. К сожалению, эта провокация удалась. В парламенте нашлись депутаты-русофобы, которые опротестовали закон в КС, а сам КС пошел у них на поводу и признал закон неконституционным. В итоге на ровном месте мы получили новый виток межнациональной напряженности, который совершенно никому не нужен»
4 мая 2021 года Ренато Усатый подал документы в ЦИК Республики Молдова для регистрации избирательного блока «Ренато Усатый» для участия в досрочных парламентских выборах. В состав блока вошли две политические партии «Наша Партия» и «Патрия». После подачи документов, на пресс-конференции Усатый заявил, что название блока выбрано чтобы «избиратели не перепутали ни с каким другим электоральным конкурентом».
21 июня 2021 года Ассоциация коммун Румынии наградила Ренато Усатого почетным дипломом. Документ вручили «в знак признания и высокой оценки получения четвёртый год подряд звания „Самый прозрачный населенный пункт Республики Молдова“, а также за активную деятельность по проекту „Улучшение доступа и качества услуг для граждан — прозрачная и ответственная публичная администрация“.

## Организация массовых протестов осенью 2015 года
В сентябре в Молдове начались массовые уличные протесты против политики правительства, в которых отдельно участвуют проевропейские и пророссийские политические силы (к последним относят „Наша Партия“ и „Партия социалистов Республики Молдова“). Ренато Усатый заявил, что „Наша Партия“ намерена требовать отставки Президента, Правительства, руководства Генпрокуратуры, Центра Антикоррупции, Нацбанка и Центральной избирательной комиссии.

## Дело об „украденном миллиарде“
В мае 2014 года Усатый выступил по телевидению с сообщением, что из банковской системы Молдовы с помощью коррумпированного руководства страны выкачиваются огромные суммы денег, которые выводятся из страны. Однако это заявление не получило тогда широкого общественного резонанса.
Всего через несколько месяцев заявления Усатого подтвердились. Весной 2015 года, сначала в прессе, а затем в политических кругах Молдовы развернулся широкомасштабный скандал, связанный с „украденным миллиардом долларов“, в который оказались вовлечены лидеры правящих партий, премьер-министр Республики Молдова Юрий Лянкэ, председатель Национального банка Дорин Дрэгуцану, члены правительства и парламента Молдовы. В апреле 2015 года в Кишиневе начались массовые уличные протесты. Манифестанты требовали отправить в отставку правительство, руководителей силовых органов, председателя Национального банка, а также выявить и наказать виновных в „краже миллиарда“.
В октябре Усатый опубликовал переданные ему записи телефонных переговоров, из которых следовало, что в скандале замешан ряд высокопоставленных лиц, включая экс-премьера Республики Молдова и лидера правящей Либерально-демократической партии Молдовы Владимира Филата.
23 октября 2015 года Усатый был задержан сотрудниками Службы информации и безопасности Молдовы по возвращении в Кишинев из Москвы. Адвокат политика связала это событие с публикацией её клиентом аудиозаписей телефонных разговоров людей с голосами, похожими на голоса бизнесмена Илана Шора и депутата Владимира Филата, в связи с чем Генпрокуратура Молдовы возбудила уголовное дело.
25 октября состоялось судебное заседание, в ходе которого Генеральная прокуратура потребовала продлить предварительный арест политика на 30 суток. Однако суд принял решение освободить Усатого из-под стражи. У здания суда в это время шёл митинг, на который собрались несколько тысяч сторонников Усатого с требованием немедленно освободить своего лидера. Выйдя из здания, Ренато Усатый возглавил стихийный марш по центральной улице Кишинева к палаточному „Городку Молдовы“.

## Уголовное преследование
В январе 2016 года Генеральная прокуратура Молдавии открыла уголовное дело против Усатого по фактам угроз в адрес должностных лиц в ходе протестов. Инициатором дела стал президент Молдавии Николае Тимофти, указывавший на угрозы здоровью и физической расправы со стороны политического оппонента.
24 октября 2016 года молдавский суд выдал ордер на арест Усатого по обвинению в заказе убийства банкира Германа Горбунцова в 2012 году, розыск осуществлялся и по линии Интерпола. После этого политик уехал в Москву.
19 мая 2017 года Ренато Усатый обратился с запросом в Интерпол об удалении его дела из базы данных. По словам политика, уголовное дело носит политический характер, а судопроизводство проходит с нарушением законов и процедур. Контрольная комиссия Интерпола приняла запрос к рассмотрению 29 мая 2017 года, а 6 июня 2017 был заблокирован доступ стран-членов Интерпола к делу Усатого.
В сентябре 2017 года Европейский суд по правам человека принял к рассмотрению жалобу адвокатов Ренато Усатого на многочисленные нарушения, допущенные прокуратурой в этом деле.
24 апреля следователями Следственного департамента МВД России заочно предъявлено обвинение Ренато Усатому в совершении преступлений предусмотренных ч. 2 ст. 210 УК РФ („Организация преступного сообщества“) и ч. 3 ст. 193.1 УК РФ („Совершение валютных операций по переводу денежных средств в иностранной валюте или валюте РФ на счета нерезидентов с использованием подложных документов“).
24 июля тверским районным судом г. Москвы по ходатайству Следственного департамента МВД России заочно избрана мера преcечения в виде заключения под стражу в отношении Ренато Усатого, который неоднократно вызывался следователем для предъявления обвинения, однако не явился, и был объявлен в международный розыск. Адвокат Усатого Мурад Мусаев выступал против избрания такой меры пресечения, аргументируя это тем, что Усатый „хочет участвовать в следственных действиях и готов приехать“. Невозможность физического присутствия Усатого объяснялась мерами, принятыми в связи с эпидемией коронавируса.
По версии следствия, Ренато Усатый в составе международного преступного сообщества в 2013—2014 гг. участвовал в незаконных валютных операциях по выводу более 500 млрд рублей из Российской Федерации через молдавский банк „BC Moldindconbank S.A.“.
Весной 2020 года Усатому было заочно предъявлено обвинение в руководстве организованным преступным сообществом, которое, по данным МВД РФ, осуществляло криминальный транзит денег. Об этом Усатый сам рассказал журналистам. В материалах расследования, поступивших в суды, говорится о выводе из России 173 млрд руб., хотя ранее называлась сумма 500 млрд руб. Пока не установлены конечные получатели денег за границей и размеры вознаграждений, полученных участниками криминальной схемы. В апреле 2020 года его объявили в розыск, следствие не учло, что именно Усатый был одним из первых молдавских политиков, публично заговорившим про молдавский ландромат и выдвинувшим обвинения в отмывании российских денег против целого ряда молдавских бизнесменов и политиков.

Лидер „Нашей партии“ сам показал общественности повестку Следственного комитета РФ, в которой содержится информация о намерении выдвинуть в отношении него официальное обвинение в организации преступной группировки.
„Показываю вам документ, подписанный майором Абраменковым, в котором говорится, что Следственный комитет РФ приглашает меня 24 апреля, чтобы выдвинуть против меня обвинение в организации преступной группировки.
То есть меня обвиняют в организации преступной группы с Плахотнюком, Платоном и не знаю еще с кем. Я не имел отношения к этим деньгам, и я готов ответить, но только перед справедливой юстицией, чтобы продемонстрировать свою невиновность“, — пояснил Усатый.
При этом, по данным независимого СМИ — „Досье“, специализирующегося на расследованиях, именно экс-президент Молдовы Игорь Додон обсуждал некие договоренности с олигархом Владимиром Плахотнюком, от которых позже отказался по наставлению Кремля.
»8 июня — в соответствии с рекомендациями Д. Козака [спецпредставителя президента РФ по развитию торгово-экономических отношений с Молдавией — «Досье»] отказался от тайных договоренностей с В. Плахотнюком и поддержал подписание ПСРМ и АКУМ [Партией социалистов Республики Молдова, членом которой является Додон, и коалицией проевропейских партий — «Досье»] политического соглашения о сотрудничестве, формирование ими парламентского большинства и правительства", "19 июня — в интервью телеканалу «Россия 24» указал на важность взвешенной внешней политики и «возвращение к нормальному диалогу с РФ», «24 августа — патронировал торжественные мероприятия в Кишиневе по случаю 75-летия освобождения Молдавии от фашизма, провел встречу с С. Шойгу, прибывшим с неофициальным визитам для участия в них», «18 сентября — в Кишиневе провел встречу с Д. Патрушевым [сын главы Совбеза Николая Патрушева, министр сельского хозяйства РФ — „Досье“] в ходе которой приветствовал возобновление работы МПК [российско-молдавской межправительственной комиссии — „Досье“] и подписание Протокола заседания».
На данный момент бывший мэр Бельц Ренато Усатый не фигурирует в материалах уголовных дел, связанных с выводом из России многомиллиардных сумм по так называемой «молдавской схеме» и ландромате.

## Интерпол признал преследование Ренато Усатого политическим
Контрольная комиссия международной полиции обратилась в национальные представительства Интерпола в Великобритании, Румынии и России, чтобы получить дополнительную информацию о фактах, изложенных в заявлениях Усатого. В британском представительстве Интерпола ответили, что у Великобритании нет мотивов для привлечения к ответственности или преследования Ренато Усатого.
В свою очередь, Усатый утверждает, что дело против него сфабриковали по заказу лидера Демпартии Владимира Плахотнюка, который, по словам Усатого, заказал убийство Горбунцова и отобрал у банкира акции Universalbank. Исполнитель покушения на Горбунцова Виталий Прока, отбывающий срок в Румынии по другому делу, также утверждает, что получил заказ от Плахотнюка.
Комиссия Интерпола проанализировала все доводы и факты, приведенные сторонами (Усатым, Молдовой, Россией, Великобританией и Румынией), и констатировала, что «даже если предположить, что описанные правонарушения носят общеправовой характер, Комиссия считает, что в этом конкретном случае преобладает политический аспект, и что оспариваемые данные не соответствуют статье 3 Устава Интерпола».
18 мая 2018 года Интерпол удалил из своей базы дело лидера «Нашей партии» Ренато Усатого и прекратил его розыск — соответствующий сертификат, подтверждающий удаление из базы международной полиции, был выдан Генеральным секретариатом Интерпола. В международной полиции пришли к выводу, что это дело политически мотивировано.
В решении Контрольной комиссии Интерпола сказано, что «сохранение оспариваемых данных (дело Усатого) может негативно сказаться на нейтралитете организации (Интерпола), поскольку существует значительный риск того, что организацию будут воспринимать как способствующую политически мотивированной деятельности, что может привести к спору между двумя странами-членами Интерпола».

## Аспекты внешней политики
«Наша партия» под руководством Ренато Усатого постоянно поддерживает идею национального направления развития, основанного на сбалансированной внешней политике, в которой главным приоритетом являются национальные интересы. Во внешней политике Ренато Усатый выступает за отношения с основными международными игроками — Россией, США, ЕС, Китаем, с которыми он хочет установить стратегические соглашения.
В 2016 году Ренато Усатый скрывается от молдавского правосудия, бежав в Россию. В 2017 году Наша Партия подписала соглашение о сотрудничестве с ЛДПР, которую тогда возглавлял Владимир Жириновский. В последние годы Ренато Усатый и Наша Партия не имели политических отношений с политиками и партиями из Российской Федерации. 
После того, как в РФ его заподозрили в связях с фигурантом дела о ландромате Борисом Ушеровичем, он переезжает в Германию. Ренато Усатый отверг все обвинения в его причастности к российской схеме «Ландромат». Усатый вернулся в Молдову в 2019 году, когда олигарх Плахотнюк бежал из страны. По состоянию на ноябрь 2021 года имя Ренато Усатого даже не значилось в российском досье по делу «Ландромат». В 2023 году Ренато Усатый публично обратился к Президенту Российской Федерации Владимиру Путину с просьбой лишить его российского гражданства.
Сразу после президентских выборов 2024 года, когда кандидат Нашей Партии Ренато Усатый отказался покинуть избирательную гонку в пользу другого кандидата, прокуратура Российской Федерации направила в суд дело, в котором политик обвинялся в выводе из России 175 миллиардов российских рублей. Ренато Усатый назвал это дело «сфабрикованным».